# Zerubavel Gil'ad
Zerubavel Gil'ad (hebrejsky זרובבל גלעד‎, ‎9. prosince 1912 – 12. srpna 1988) byl izraelský básník, spisovatel, překladatel a editor.

## Biografie
Narodil se v Benderu v carském Rusku (dnešní Moldavsko) do rodiny besarábských Židů, s níž během první světové války uprchl do Oděsy. Po ruské revoluci v roce 1917 rodina přesídlila do osmanské Palestiny. V roce 1924 se usadili v kibucu Ejn Charod, kde Gil'ad žil až do své smrti v roce 1988. V kibucu byl jedním z prvních dětí.
V roce 1929 začal vydávat své povídky a o dva roky později poezii. Psal články do většiny novin a časopisů v mandátní Palestině. Angažoval se v náboru mladých lidí do zemědělských osad v Jizre'elském údolí, aby se zde podíleli na aktivitách hnutí ha-No'ar ha-oved ve-ha-lomed. V letech 1933 až 1935 byl tajemníkem ústřední komise tohoto hnutí. Řada z jeho básní byla vydána v deníků Ba-ma'ale (בַּמַּעֲלֶה‎), který hnutí vydávalo. V listopadu 1937 byl vyslán do Polska kvůli práci pro průkopnické hnutí he-Chaluc a zpět se vrátil v roce 1939.
Stal se jedním z prvních příslušníků Palmachu, elitních úderných jednotek Hagany, a zároveň jeho básníkem. V roce 1941 sepsal hymnu Palmachu. V roce 1946 se zúčastnil tzv. Noci mostů, a to konkrétně u Allenbyho mostu. Dva týdny nato byl zatčen při razii známé jako Černá sobota a několikrát byl za své aktivity vězněn.
V letech 1950 až 1953 pracoval jako editor spolu s Mati Megedem na antologii Sefer ha-Palmach („Kniha Palmachu“), která je považována za nejvýznamnější antalogii své doby. Po řadu let byl též redaktorem časopisu Mi-bi-fnim (מבפנים‎) náležící hnutí ha-Kibuc ha-me'uchad a starším redaktorem vydavatelství téhož hnutí.
Po smrti manželky se v roce 1968 oženil s izraelskou literátkou a překladatelkou Dorotheou Krook-Gilead, která přeložila řadu jeho básní do angličtiny. V roce 1990 byla vydána jeho autobiografie Ma'ajan Gide'on („Gideonův pramen“). Jeho jednotlivé básně byly přeloženy do dánštiny, francouzštiny, němčiny, maďarštiny, ruštiny, srbochorvatštiny a španělštiny.

## Ocenění
Gil'ad byl za svůj literární přínos několikrát oceněn a mimo jiné obdržel:
- Cenu ministerského předsedy za literaturu
- Bialikovu cenu v roce 1981[5]

## Dílo

### Knihy vydané vhebrejštině
- Ne'urim (poezie), Ba-Maale, 1936
- Al ha-ajin (poezie), Davar, 1939
- Mar'ot Gilboa (poezie), ha-Kibuc ha-me'uchad, 1943
- Šibolet pla'im (poezie), ha-Kibuc ha-me'uchad, 1949
- Pirkej Palmach, ha-Kibuc ha-me'uchad, 1950
- Nigunim ba-sa'ar (poezie), ha-Kibuc ha-me'uchad, 1946
- Ma'ase be-kaveret u-va-malka ha-gveret (dětská kniha), Am oved, 1946
- Magen be-seter, Židovská agentura, 1948
- Morešet gvura, Kirjat sefer, 1948
- Prichat oranim (poezie), ha-Kibuc ha-me'uchad, 1950
- Sefer ha-Palmach, ha-Kibuc ha-me'uchad, 1953
- Sicha al ha-chof (povídky), ha-Kibuc ha-me'uchad, 1954
- Nahar jarok (poezie), ha-Kibuc ha-me'uchad, 1955
- Ma'ase be-arnav katan (dětská kniha), ha-Kibuc ha-me'uchad, 1957
- Egel tal (dětská kniha), ha-Kibuc ha-me'uchad, 1958
- Efer noher (poezie), ha-Kibuc ha-me'uchad, 1960
- Jam šel ma'ala (poezie), ha-Kibuc ha-me'uchad, 1966
- Or chozer (poezie), ha-Kibuc ha-me'uchad, 1970
- Zmirot jerukot (poezie), ha-Kibuc ha-me'uchad, 1972
- Be-emek Šilo (poezie), ha-Kibuc ha-me'uchad, 1974
- Gachalej retamim (poezie), ha-Kibuc ha-me'uchad, 1980
- ha-Be'er (poezie), ha-Kibuc ha-me'uchad, 1983
- Or ha-har (poezie), ha-Kibuc ha-me'uchad, 1986
- Be-cel ha-te'ena (poezie), ha-Kibuc ha-me'uchad, 1988

### Přeložené knihy
- Selected Poems (anglicky) Tel Aviv, ha-Kibuc ha-me'uchad, 1983